# Wolfgang von Tirpitz
Wolfgang „Wolf“ Rudolf Gustav von Tirpitz (* 21. April 1887 in Kiel; † 8. Januar 1968) war ein deutscher Marineoffizier, Wirtschaftsfunktionär und Politologe.

## Leben

### Herkunft
Tirpitz wurde 1887 als zweites von vier Kindern des späteren Großadmirals und langjährigen Staatssekretärs (im heutigen Sprachgebrauch im Wesentlichen einem Minister entsprechenden) des Reichsmarineamtes des Deutschen Kaiserreiches Alfred von Tirpitz und seiner Ehefrau Marie Auguste Lipke (1860–1948) geboren. Sein mütterlicher Großvater war der Politiker Gustav Lipke. Sein Schwager, der Ehemann seiner älteren Schwester Ilse (1885–1982), war der spätere Botschafter Ulrich von Hassell. Seine weiteren Geschwister waren Max von Tirpitz (1893–1956) und Margot von Tirpitz (1888–1978).

### Werdegang
Im April 1906 trat Tirpitz in die Kaiserliche Marine ein. Kurz nach Beginn des Ersten Weltkriegs geriet Tirpitz am 28. August 1914 als Oberleutnant zur See und Erster Wachoffizier des Kleinen Kreuzers Mainz während der Seegefechts bei Helgoland in britische Kriegsgefangenschaft: Nach der Versenkung der Mainz wurde er zusammen mit 90 weiteren Überlebenden von dem britischen Zerstörer Lurcher aus der Nordsee geborgen und nach Schottland gebracht. Nach Tirpitzs Gefangennahme übermittelte der damalige britische Marineminister Winston Churchill seinem Vater durch neutrale Kanäle die Botschaft, dass sein Sohn die Versenkung der Mainz überlebt hatte („Your son is safe.“). Der jüngere Tirpitz war Churchill, obschon dieser vor und während des Weltkriegs als britischer Marinechef gleichsam der Antipode seines Vaters war, seither freundschaftlich verbunden und besuchte ihn später wiederholt auf seinem Landsitz Chartwell in Kent (so z. B. am 15. September 1937). Am 17. Mai 1919 wurde er mit Patent vom 13. Januar 1917 zum Kapitänleutnant und wurde am 22. November 1919 aus der Marine verabschiedet.
Nach seiner Rückkehr aus der Gefangenschaft studierte Tirpitz Rechts- und Staatswissenschaften (Nationalökonomie, Staatsrecht, Geschichte) an der Universität Hamburg. Dort wurde er 1922 mit einer Arbeit über den Kriegsschiffbau der kaiserlichen Marine vor dem Weltkrieg zum Dr. rer. pol. promoviert. Parallel zu seinem Studium hatte Tirpitz von 1919 bis 1921 als Journalist für die Deutsche Allgemeine Zeitung (DAZ) gearbeitet.
Nach dem Abschluss seines Studiums war Tirpitz in kaufmännischer Funktion für die IG Farben tätig. Vom 25. Oktober 1937 bis zum 28. Oktober 1938 unternahm er im Auftrag der IG-Farben eine Reise in den Fernen Osten, die ihn u. a. nach Nord-, Mittel- und Südchina sowie Indien, Manzougo, Japan, Australien und Neuseeland führte. Über seine Erlebnisse und Wahrnehmungen fertigte er mehrere Reiseberichte für die IG Farben an.
Zu Beginn des Zweiten Weltkriegs wurde Tirpitz als Marineoffizier reaktiviert. Von Oktober 1939 bis Juli 1940 fungierte er als Wirtschaftsreferent beim Reichskommissar am Oberprisenhof in Berlin. 
Während des Zweiten Weltkriegs gehörte Tirpitz von August 1940 bis August 1944 dem Oberwerftstab Paris als Chef der Zentralabteilung dieses Stabs an. Zum 1. November 1940 wurde er zum Korvettenkapitän befördert. Zum 30. November 1944 wurde Tirpitz verabschiedet. Von 1949 bis 1963 war Tirpitz Mitarbeiter der Süddeutschen Zeitung in München. Als Ruheständler lebte er außerhalb der Stadt in Irschenhausen.
Im Oktober 1953 sprach Tirpitz während einer Englandreise bei dem ihm seit Jahrzehnten persönlich bekannten damaligen britischen Premierminister Churchill vor. Er setzte sich bei dieser Gelegenheit dafür ein, drei der im Nürnberger Prozess gegen die Hauptkriegsverbrecher von 1945/1946 verurteilten Kriegsverbrecher (nämlich die beiden ehemaligen Großadmirale Erich Raeder, Karl Dönitz sowie den früheren Außenminister Konstantin Freiherr von Neurath) aus dem Spandauer Kriegsverbrechergefängnis  vorzeitig zu entlassen. Churchill befürwortete dieses Ansinnen, verwies aber darauf, dass eine solche Entscheidung nur einvernehmlich von den vier Siegermächten des Zweiten Weltkriegs getroffen werden konnte.
Untypischer Weise für überlebende Exponenten der traditionellen deutschen Oberschicht – die auch während der 1930er und 1940er Jahre einen Großteil der leitenden Positionen in Wirtschaft und Verwaltung bekleidet hatten – während der ersten Jahrzehnte nach dem Zweiten Weltkrieg, räumte Tirpitz nach dem Krieg gegenüber Historikern ein, dass er und andere Personen seines Standes während des Zweiten Weltkriegs Kenntnis von den Gräueltaten hatten, die damals im Osten Europas von deutschen Militär- und Besatzungsstellen begangen wurden. Gegenüber Jonathan Steinberg äußerte er in diesem Sinne in einem Gespräch im Jahr 1965:

„Jeder Angehöriger meiner Gesellschaftsschicht, der ihnen erzählt, er habe nicht gewusst, was voring, lügt.“

Seit den 1930er Jahren verwahrte Tirpitz den Nachlass seines Vaters. Nachdem er 1965 eine Übergabevereinbarung mit dem Bundesarchiv über die von ihm aufbewahrten Unterlagen getroffen hatte, wurden diese nach seinem Tod im Jahr 1968 von seinen Hinterbliebenen dem Bundesarchiv-Militärarchiv in Freiburg zur Bearbeitung und Aufbewahrung übergeben.

### Familie
Tirpitz heiratete am 21. März 1921 Elisabeth Sering (1896–2002), eine Tochter des Nationalökonomen Max Sering (1857–1939). Aus der Ehe ging der Sohn Egbert von Tirpitz (1921–2006) hervor, der u. a. zeitweise als Chef des Bundeskartellamts amtierte.

## Schriften
- Der Untergang der Mainz am 28 August 1914, in: Eberhard von Mantey Auf See unbesiegt, Bd. 2.
- Bau und Beschaffung von Kriegsschiffen der Kaiserlichen Marine vor dem Kriege. Eine staatswissenschaftliche Studie, Hamburg 1922. (Dissertation)
- Wie hat sich der Staatsbetriebe beim Aufbau der Flotte bewährt?, Leipzig 1923.
- Tirpitz's letztes Frontkommando, in: Marine-Rundschau, 62 (1965), 6, S. 321–335.